# Kanton Coulounieix-Chamiers
Der Kanton Coulounieix-Chamiers ist seit 2015 ein französischer Wahlkreis im Arrondissement Périgueux, im Département Dordogne und in der Region Nouvelle-Aquitaine.

## Gemeinden
Der Kanton besteht aus 4 Gemeinden mit insgesamt 17.511 Einwohnern (Stand: 1. Januar 2022) auf einer Gesamtfläche von 62,22 km²:
| Gemeinde                    | Einwohner 1. Januar 2022 | Fläche km² | Dichte Einw./km² | Code INSEE | Postleitzahl |
| --------------------------- | ------------------------ | ---------- | ---------------- | ---------- | ------------ |
| Chancelade                  | 4.442                    | 16,23      | 274              | 24102      | 24650        |
| Coulounieix-Chamiers        | 7.537                    | 21,70      | 347              | 24138      | 24660        |
| Marsac-sur-l’Isle           | 3.165                    | 10,05      | 315              | 24256      | 24310        |
| Razac-sur-l’Isle            | 2.367                    | 14,24      | 166              | 24350      | 24430        |
| Kanton Coulounieix-Chamiers | 17.511                   | 62,22      | 281              | 2404       | –            |